# Liste der Anime-Titel (1980–1984)
Dies ist eine chronologisch sortierte Liste der Anime-Titel von 1980 bis 1984.

## 1980
| Name                                                                        | Alternative Namen                                                                          | Veröffentlichungsjahr | Studio(s)                            |
| --------------------------------------------------------------------------- | ------------------------------------------------------------------------------------------ | --------------------- | ------------------------------------ |
| 11 hungrige Katzen                                                          | 11ぴきのねこ, Juippiki no Neko, Elf hungrige Katzen                                        | 1980 als Film         | Group TAC                            |
| Ashita no Joe                                                               | あしたのジョー                                                                             | 1980 als Film         |                                      |
| Ashita no Joe 2 (47 Folgen)                                                 | あしたのジョー2                                                                            | 1980 als Fernsehserie | Tokyo Movie Shinsha                  |
| Botchan (eine Folge)                                                        | 坊っちゃん                                                                                 | 1980 als Special      | Madhouse                             |
| Captain (26 Folgen)                                                         | キャプテン, Kyaputen                                                                       | 1980 als Special      | Eiken                                |
| Chikyū e…                                                                   | 地球へ…, Terra e…                                                                          | 1980 als Film         | Tōei Animation                       |
| Densetsu Kyojin Ideon (39 Folgen)                                           | 伝説巨神イデオン, Space Runaway Ideon 2=Great God Legend Ideon                             | 1980 als Fernsehserie | Sunrise                              |
| Doraemon: Nobita no Kyoryu                                                  | のび太の恐竜, Nobita's Dinosaur                                                            | 1980 als Film         | Shin’ei Dōga                         |
| Fumoon                                                                      | フウムーン, Fūmūn                                                                          | 1980 als Film         | Tezuka Productions                   |
| Futago no Monchhichi (130 Folgen)                                           | ふたごのモンチッチ, Monchichi, the Twins                                                   | 1980 als Fernsehserie | Ashi Productions                     |
| Ganbare Genki (35 Folgen)                                                   | がんばれ元気                                                                               | 1980 als Fernsehserie | Toei Animation                       |
| Ganbare Gonbe (112 Folgen)                                                  | がんばれゴンベ, Come On! Gonbe                                                             | 1980 als Fernsehserie | Tsuchida                             |
| Ganbare!! Tabuchi-kun!! Ā Tsuppari Jinsei                                   | がんばれ!! タブチくん!! あゝツッパリ人生, After the Ball Game                              | 1980 als Film         | Tokyo Movie Shinsha                  |
| Ganbare!! Tabuchi-kun!! Gekitō Pennant Race                                 | がんばれ!! タブチくん!! 激闘ペナントレース, The Heat of the Pennant Race                   | 1980 als Film         | Tokyo Movie Shinsha                  |
| Ginga Tetsudō 999: Glass no Clair                                           | 銀河鉄道999 ～ガラスのクレア～                                                             | 1980 als Film         | Tōei Animation                       |
| Hana no Ko Lunlun: Konnichi wa Sakura no Kuni                               | 花の子ルンルン こんにちわ桜の国                                                            | 1980 als Kurzfilm     | Tōei Dōga                            |
| Hinotori 2772 - Space Firebird                                              | 火の鳥2772 愛のコスモゾーン, Hi no Tori 2772: Ai no Cosmozone                              | 1980 als Film         | Tezuka Productions                   |
| Hoero! Bun Bun (39 Folgen)                                                  | ほえろブンブン                                                                             | 1980 als Fernsehserie | Wako Productions                     |
| Die kleinen Zwurze (26 Folgen)                                              | 森の陽気な小人たち ベルフィーとリビット, Mori no Yōki na Kobito-tachi: Berufi to Rirubitto | 1980 als Fernsehserie | Tatsunoko Production                 |
| Raumstation Cyborg 009                                                      | サイボーグ009・超銀河伝説, Cyborg 009 Gekijōban: Chō Ginga Sensetsu                        | 1980 als Film         | Tōei Animation                       |
| Taiyō no Shisha Tetsujin: Tetsujin 28-gō (51 Folgen)                        | 太陽の使者 鉄人28号, The New Adventures of Gigantor                                        | 1980 als Fernsehserie | TMS Entertainment                    |
| Tetsuwan Atom (52 Folgen)                                                   | 鉄腕アトム                                                                                 | 1980 als Fernsehserie | Mushi Production, Tezuka Productions |
| Tom Sawyers Abenteuer (49 Folgen)                                           | トム・ソーヤーの冒険, Tom Sawyer no Bōken                                                  | 1980 als Fernsehserie | Nippon Animation                     |
| Wunderbare Reise des kleinen Nils Holgersson mit den Wildgänsen (52 Folgen) | ニルスのふしぎな旅, Nirusu no fushigi na tabi, Nils Holgersson                             | 1980 als Fernsehserie | Studio Pierrot                       |
| Yami no Teiō: Kyūketsuki Dracula (eine Folge)                               | 闇の帝王 吸血鬼ドラキュラ                                                                  | 1980 als Special      | Tōei Animation                       |

## 1981
| Name                                                         | Alternative Namen | Veröffentlichungsjahr | Studio(s)                               |
| ------------------------------------------------------------ | --- | --------------------- | --------------------------------------- |
| 21 Emon: Uchū e Irasshai!                                    | 21エモン 宇宙へいらっしゃい！ | 1981 als Film         | Shin’ei Dōga                            |
| Ai no Gakko Cuore Monogatari (26 Folgen)                     | 愛の学校 クオレ物語 | 1981 als Fernsehserie | Nippon Animation                        |
| Akuma to Himegimi                                            | 悪魔と姫君 | 1981 als Film         | Tōei Animation                          |
| Arano no Sakebigoe: Howl Buck (eine Folge)                   | 荒野の叫び声 吠えろバック | 1981 als Special      | Hoso Seisaku Doga, Tōei Animation       |
| Ashita no Joe 2                                              | あしたのジョー2 | 1981 als Film         | Tokyo Movie Shinsha                     |
| Assemble Insert (2 Folgen)                                   | アッセンブル・インサート | 1981 als OVA          | Studio Core                             |
| Belle und Sebastian (Anime-Serie) (52 Folgen)                | 名犬ジョリィ, Meiken Jorii | 1981 als Fernsehserie | MK Company, Tōhō                        |
| Bokura Mangaka – Tokiwa-sō Monogatari (eine Folge)           | ぼくらマンガ家・トキワ荘物語 | 1981 als Special      | Tōei Animation                          |
| Bremen 4: Jigoku no Naka no Tenshi-tachi                     | ブレーメン4 地獄の中の天使たち | 1981 als Film         | Tezuka Productions                      |
| Captain                                                      | キャプテン, Kyaputen | 1981 als Film         | Eiken                                   |
| D’Artagnan und die 3 MuskeTiere (26 Folgen)                  | ワンワン三銃士, Wanwan Sanjūshi, Dogtanian und die drei Musketiere                                                                      | 1981 als Fernsehserie | Nippon Animation                        |
| Dasshu Kappei (65 Folgen)                                    | ダッシュ勝平 | 1981 als Fernsehserie | Tatsunoko Production                    |
| Doraemon: Nobita no Uchū Kaitakushi                          | のび太の宇宙開拓史, Nobita the Space Colonist                                                                                           | 1981 als Film         | Shin’ei Dōga                            |
| Doraemon: What Am I for Momotaro                             | ドラえもん ぼく、桃太郎のなんなのさ | 1981 als Film         | Shin’ei Dōga                            |
| Dr. Slump (243 Folgen)                                       | Dr.スランプ, Dt. Surampu | 1981 als Fernsehserie | Tōei Animation, Bird Studio             |
| Dr. Slump Arale-chan: Hello! Wonder Island                   | Dr.スランプ アラレちゃん ハロー!ワンダーアイランド 不思議島, Dr. Surampu Arare-chan: Harō! Wandā Airando                                | 1981 als Film         | Tōei Animation, Bird Studio             |
| Familie Robinson (50 Folgen)                                 | 家族ロビンソン漂流記 ふしぎな島のフローネ, Kazoku Robinson Hyōryūki: Fushigi na Shima no Furōne, Die Schweizer Familie Robinson         | 1981 als Fernsehserie | Nippon Animation                        |
| Furiten-kun                                                  | フリテンくん | 1981 als Film         | Knack Productions                       |
| Fūsen no Doratarō (13 Folgen)                                | フーセンのドラ太郎, Dorataro the Balloon                                                                                                | 1981 als Fernsehserie | Nippon Animation                        |
| Ginga Senpū Braiger (39 Folgen)                              | 銀河旋風ブライガー, Galaxy Cyclone Braiger, Cosmo Runner                                                                                | 1981 als Fernsehserie | Kokusai Eigasha                         |
| Glick no Bōken                                               | グリックの冒険, Enchanted Journey | 1981 als Film         | Studio Korumi                           |
| Go! Wrestler Gundan (21 Folgen)                              | ＧＯ！レスラー軍団, Go! Wrestler Army                                                                                                   | 1981 als Fernsehserie | TMS                                     |
| Hallo Kurt! (63 Folgen)                                      | おはよう！スパンク, Ohayo! Spank | 1981 als Fernsehserie | Tōkyō Movie                             |
| Hashire Melos (eine Folge)                                   | 走れメロス, An Olympic Fable: Run For Life                                                                                              | 1981 als Special      | Toei Animation                          |
| Helen Keller Monogatari: Ai to Hikari no Tenshi (eine Folge) | ヘレン·ケラー物語 愛と光の天使, The Story of Helen Keller: Angel of Love and Light                                                      | 1981 als Special      |                                         |
| Hello! Sandybell (47 Folgen)                                 | ハロー！サンディベル | 1981 als Fernsehserie | Toei Animation                          |
| Honey Honey no Suteki na Bōken (29 Folgen)                   | ハニーハニーのすてきな冒険, Honey Honey's Wonderful Adventures                                                                          | 1981 als Fernsehserie | Kokusai Eigasha                         |
| Hyakujū Ō Golion (52 Folgen)                                 | 百獣王ゴライオン, Voltron, King of Beasts Golion                                                                                        | 1981 als Fernsehserie | Tōei Animation                          |
| Kidō Senshi Gundam                                           | 機動戦士ガンダム, Mobile Suit Gundam - The Movie Trilogy                                                                                | 1981 als Film         | Sunrise                                 |
| Maicching Machiko-sensei (95 Folgen)                         | まいっちんぐマチコ先生, Maitchingu Machiko-sensei                                                                                       | 1981 als Fernsehserie | Studio Pierrot                          |
| Manga Hana no Kakarichō                                      | まんが花の係長 | 1981 als Film         | Tokyo Movie Shinsha                     |
| Odysseus 31 (26 Folgen)                                      | 宇宙伝説ユリシーズ31, Uchū Densetsu Ulysses 31                                                                                          | 1981 als Fernsehserie | Tokyo Movie Shinsha                     |
| Rokushin Gattai Godmars (64 Folgen)                          | 六神合体ゴッドマーズ, Six God Combination Godmars, God Mars                                                                             | 1981 als Fernsehserie | TMS Entertainment                       |
| Sayonara Ginga Tetsudō 999: Andromeda Shuchakueki            | さよなら銀河鉄道９９９ －アンドロメダ終着駅－                                                                                           | 1981 als Film         | Tōei Animation                          |
| Schwanensee                                                  | 世界名作童話 白鳥の湖, Sekai Meisaku Dōwa: Hakuchō no Mizuumi, World Masterpiece Fairytale Swan Lake, Swan Lake, Die Schwanenprinzessin | 1981 als Film         | Tōei Animation                          |
| Shin Dokonjō Gaeru (29 Folgen)                               | 新・ど根性ガエル | 1981 als Fernsehserie |                                         |
| Sirius no Densetsu                                           | シリウスの伝説, Shiriusu no Densetsu, The Sea Prince and the Fire Child                                                                 | 1981 als Film         | Sanrio                                  |
| Superbuch (26 Folgen)                                        | アニメ 親子劇場, Anime Oyako Gekijo, Superbook, Animated Parent and Child Theater                                                       | 1981 als Fernsehserie | Tatsunoko Production                    |
| Unico – Das Hörnchen                                         | ユニコ | 1981 als Film         | Madhouse                                |
| Urusei Yatsura (195 Folgen)                                  | うる星やつら | 1981 als Fernsehserie | Kitty Film, Studio Pierrot, Studio Deen |

## 1982
| Name                                                 | Alternative Namen                                                                | Veröffentlichungsjahr | Studio(s)                            |
| ---------------------------------------------------- | -------------------------------------------------------------------------------- | --------------------- | ------------------------------------ |
| Aladin und die Wunderlampe                           | アラジンと魔法のランプ, Sekai Meisaku Dōwa - Aladdin to Mahō no Lamp             | 1982 als Film         | Tōei Animation                       |
| Andromeda Stories (eine Folge)                       | アンドロメダ・ストーリーズ                                                       | 1982 als Special      | Tōei Animation                       |
| Anime Yasei no Sakebi (22 Folgen)                    | アニメ野性のさけび                                                               | 1982 als Fernsehserie | Wako                                 |
| Asari-chan Ai no Marchen Shōjo (54 Folgen)           | あさりちゃん                                                                     | 1982 als Fernsehserie | Tōei Animation                       |
| Asari-chan Ai no Marchen Shōjo                       | あさりちゃん 愛のメルヘン少女                                                    | 1982 als Kurzfilm     | Tōei Animation                       |
| Chōjikū Yōsai Macross (36 Folgen)                    | 超時空要塞マクロス, Super Dimension Fortress Macross                             | 1982 als Fernsehserie | Studio Nue, Artland                  |
| Cybot Robotchi (39 Folgen)                           | サイボットロボッチ, Robby the Rascal                                             | 1982 als Fernsehserie | Knack Productions                    |
| Densetsu Kyojin Ideon: Hatsudō-hen                   | 伝説巨神イデオン 発動篇, The Ideon: Be Invoked                                   | 1982 als Film         | Sunrise, Sanrio                      |
| Densetsu Kyojin Ideon: Sesshoku-hen                  | 伝説巨神イデオン 接触篇, The Ideon: A Contact                                    | 1982 als Film         | Sunrise, Sanrio                      |
| Don Dracula (8 Folgen)                               | 手塚治虫のドン・ドラキュラ                                                       | 1982 als Fernsehserie | Tezuka Productions                   |
| Doraemon: Nobita no Daimakyo                         | ドラえもん のび太の大魔境, Doraemon: Nobita's Great Demon                        | 1982 als Film         | Shin’ei Dōga                         |
| Dr. Slump „Hoyoyo!“ Uchū Daibōken                    | Dr.スランプ “ほよよ!”宇宙大冒険, Dr. Surampu Arare-chan: „Hoyoyo!“ Uchū Daibōken | 1982 als Film         | Tōei Animation, Bird Studio          |
| Das Ende aller Tage                                  | FUTURE WAR 198X年, Future War 198X-nen                                           | 1982 als Film         | Tōei Animation                       |
| Fuku-chan (71 Folgen)                                | フクちゃん                                                                       | 1982 als Fernsehserie | Shin-Ei Animation                    |
| Future War 198X Nen                                  | FUTURE WAR 198X年, Future War Year 198X                                          | 1982 als Film         | Toei Animation                       |
| Game Center Arashi (26 Folgen)                       | ゲームセンターあらし                                                             | 1982 als Fernsehserie | Shin-Ei Animation                    |
| Die geheimnisvollen Städte des Goldes (39 Folgen)    | 太陽の子エステバン, Taiyō no Ko Esteban                                          | 1982 als Fernsehserie | DiC (Frankreich), MK, Studio Pierrot |
| Ginga Reppū Baxingar (39 Folgen)                     | 銀河烈風バクシンガー, Galactic Gale Baxingar                                     | 1982 als Fernsehserie | Kokusai Eigasha                      |
| Goshu, der Cellist                                   | セロ弾きのゴーシュ, Serohiki no Gōshu                                            | 1982 als Film         | Oh! Production                       |
| Haguregumo                                           | 浮浪雲, Wandering Clouds                                                         | 1982 als Film         | Toei Animation                       |
| Hitotsuboshi-ke no Ultra Baa-san (13 Folgen)         | 一ツ星家のウルトラ婆さん                                                         | 1982 als Fernsehserie | Knack                                |
| Die Königin der tausend Jahre (42 Folgen)            | 新竹取物語1000年女王, Shin Taketori Monogatari Sen-nen joō, Queen Millennia      | 1982 als Fernsehserie | Tōei Animation                       |
| Die Königin der tausend Jahre                        | 新竹取物語1000年女王, Shin Taketori Monogatari Sen-nen joō, Queen Millennia      | 1982 als Film         | Tōei Animation                       |
| Lucy in Australien (50 Folgen)                       | 南の虹のルーシー, Minami no Niji no Rūshī                                        | 1982 als Fernsehserie | Nippon Animation                     |
| Mahō no Princess Minky Momo (63 Folgen)              | 魔法のプリンセス ミンキーモモ, Fairy Princess Minky Momo                         | 1982 als Fernsehserie | Production Reed                      |
| Ohayo! Spank                                         | おはよう！スパンク                                                               | 1982 als Film         |                                      |
| Rokushin Gattai Godmars                              | 六神合体ゴッドマーズ, Six God Combination Godmars, God Mars                      | 1982 als Film         | TMS Entertainment                    |
| Shin Dokonjō Gaeru: Dokonjo Yumemakura               | 新・ど根性ガエル ど根性・夢枕                                                    | 1982 als Film         | Tokyo Movie Shinsha                  |
| Waga Seishun no Arcadia                              | わが青春のアルカディア, Arcadia of My Youth                                      | 1982 als Film         | Tōei Animation                       |
| Waga Seishun no Arcadia                              | わが青春のアルカディア                                                           | 1982 als Film         | Tōei Animation                       |
| Waga Seishun no Arcadia – Mugen Kido SSX (22 Folgen) | わが青春のアルカディア・無限軌道SSX                                              | 1982 als Fernsehserie | Tōei Animation                       |
| Waga Seishun no Arcadia: Mugen Kidō SSX (22 Folgen)  | わが青春のアルカディア・無限軌道SSX, Arcadia of My Youth: Endless Orbit SSX      | 1982 als Fernsehserie | Tōei Animation                       |

## 1983
| Name                                                               | Alternative Namen                                                                                     | Veröffentlichungsjahr | Studio(s)                                                                               |
| ------------------------------------------------------------------ | --- | --------------------- | --------------------------------------------------------------------------------------- |
| Aku Dai-Sakusen Srungle (53 Folgen)                                | 亜空大作戦スラングル                                                                                  | 1983 als Fernsehserie | Kokusai Eigasha                                                                         |
| Alice im Wunderland (52 Folgen)                                    | ふしぎの国のアリス, Fushigi no kuni no Arisu                                                          | 1983 als Fernsehserie | Nippon Animation                                                                        |
| Alle meine Freunde (52 Folgen)                                     | 子鹿物語, Kojika Monogatari                                                                           | 1983 als Fernsehserie | MK Productions                                                                          |
| Barfuß durch Hiroshima                                             | はだしのゲン, Hadashi no Gen                                                                          | 1983 als Film         | Madhouse                                                                                |
| Captain (26 Folgen)                                                | | 1983 als Fernsehserie | Eiken                                                                                   |
| Chōjikū Seiki Orguss (35 Folgen)                                   | 超時空世紀オーガス, Super Dimensional Century Orguss                                                  | 1983 als Fernsehserie | Studio Nue, Tokyo Movie Shinsha                                                         |
| Choro Q Dougram                                                    | チョロＱダグラム                                                                                      | 1983 als Kurzfilm     | A.P.U Studio                                                                            |
| Crusher Joe                                                        | クラッシャージョウ                                                                                    | 1983 als Film         | Studio Nue, Sunrise, VAP                                                                |
| Dallos (4 Folgen)                                                  | ダロス, Daros                                                                                         | 1983 als OVA          | Studio Pierrot                                                                          |
| Doctor Mambo vs. Kaitō Jibako - Uchū yori Ai o Komete (eine Folge) | どくとるマンボウVS怪盗ジバコ・宇宙より愛をこめて                                                      | 1983 als Special      | Studio Live                                                                             |
| Document Taiyō no Kiba Dougram                                     | ドキュメント 太陽の牙ダグラム                                                                         | 1983 als Film         | Nippon Sunrise                                                                          |
| Doraemon: Nobita's Monstrous Underwater Castle                     | ドラえもん のび太の海底鬼岩城                                                                         | 1983 als Film         | Shin’ei Dōga                                                                            |
| Dr. Slump Arale-chan: Hoyoyo! Sekai Isshū Dai-Race                 | Dr.スランプ アラレちゃん ほよよ世界一周大レース, Dr. Surampu Arare-chan: Hoyoyo! Sekai Isshū Dai-Rēsu | 1983 als Film         | Tōei Animation, Bird Studio                                                             |
| Eagle Sam (51 Folgen)                                              | イーグルサム, Īguru Samu                                                                              | 1983 als Fernsehserie | Dax International                                                                       |
| Ein Supertrio (73 Folgen)                                          | キャッツ アイ, Cat's Eye                                                                              | 1983 als Fernsehserie | TMS Entertainment                                                                       |
| Frau Pfeffertopf (50 Folgen)                                       | スプーンおばさん, Spoon Oba-san                                                                       | 1983 als Fernsehserie | Studio Pierrot                                                                          |
| Genma Taisen                                                       | 幻魔大戦, Harmagedon                                                                                  | 1983 als Film         | Madhouse                                                                                |
| Georgie (45 Folgen)                                                | ジョージィ!, Jōjī!, Lady Georgie                                                                      | 1983 als Fernsehserie | TMS Entertainment                                                                       |
| Ginga Hyōryū Vifam (46 Folgen)                                     | 銀河漂流バイファム, Space Castaways Vifam, Galactic Drifter Vifam                                     | 1983 als Fernsehserie | Sunrise                                                                                 |
| Ginga Shippū Sasuraiger (43 Folgen)                                | 銀河疾風サスライガー, Galactic Whirlwind Sasuraiger, Wonder Six                                       | 1983 als Fernsehserie | Kokusai Eigasha                                                                         |
| Gobarian Saikoama (26 Folgen)                                      | サイコアーマーゴーバリアン, Psychoarmor Gobarian                                                      | 1983 als Fernsehserie | Knack                                                                                   |
| Golgo 13 – The Professional                                        | ゴルゴ13                                                                                              | 1983 als Film         | TMS Entertainment, AIC, Gokusha, Hadashi Pro, Magic Bus, Nakamura Production, Neo Media |
| Hajimete no Kurisumasu (eine Folge)                                | はじめてのクリスマス                                                                                  | 1983 als Special      |                                                                                         |
| Die Kinder vom Berghof (48 Folgen)                                 | アルプス物語 わたしのアンネット, Alps Monogatari Watashi no Annette                                   | 1983 als Fernsehserie | Nippon Animation                                                                        |
| Mahō no Tenshi Creamy Mami (52 Folgen)                             | 魔法の天使クリィミーマミ, Mahō no Tenshi Kurīmī Mami                                                  | 1983 als Fernsehserie | Studio Pierrot                                                                          |
| Miyuki (37 Folgen)                                                 | みゆき                                                                                                | 1983 als Fernsehserie | Kitty Film, Mitaka Studio                                                               |
| Miyuki                                                             | みゆき                                                                                                | 1983 als Film         | Kitty Film, Tōhō                                                                        |
| Personal Computer Travel Detective Dan (26 Folgen)                 | パソコントラベル探偵団, Superbook II, Personal Computer Travel Detectives                             | 1983 als Fernsehserie | Tatsunoko Production                                                                    |
| Rock ’n’ Roll Kids (42 Folgen)                                     | 愛してナイト, Aishite Night                                                                           | 1983 als Fernsehserie | Tōei Animation                                                                          |
| Rock’n Cop (52 Folgen)                                             | 未来警察ウラシマン, Mirai Keisatsu Urashiman                                                          | 1983 als Fernsehserie | Tatsunoko Production                                                                    |
| Sōkō Kihei Votoms (52 Folgen)                                      | 装甲騎兵ボトムズ, Votoms                                                                              | 1983 als Fernsehserie | Sunrise, Nippon Animation                                                               |
| Tao Tao – Tiergeschichten aus aller Welt (52 Folgen)               | タオタオ絵本館 世界動物ばなし, Tao Tao Ehonkan – Sekai Dōbutsu-banashi, Tao Tao                       | 1983 als Fernsehserie |                                                                                         |
| Tenshi no Tamago                                                   | 天使のたまご                                                                                          | 1983 als Film         | Tokuma Shoten                                                                           |
| Die tollen Fußballstars (128 Folgen)                               | キャプテン翼, Captain Tsubasa                                                                         | 1983 als Fernsehserie | Tōei Animation                                                                          |
| Urusei Yatsura: Love me more (eine Folge)                          | うる星やつら ラブ・ミー・モア                                                                         | 1983 als Special      | Kitty Film                                                                              |
| Urusei Yatsura: Only You                                           | うる星やつら オンリー・ユー                                                                           | 1983 als Film         | Kitty Film, Studio Pierrot                                                              |
| Yuniko: Mahō no Shima e                                            | ユニコ 魔法の島へ, Unico in the Island of Magic                                                       | 1983 als Film         | Madhouse                                                                                |

## 1984
| Name                                                                        | Alternative Namen | Veröffentlichungsjahr | Studio(s)                                 |
| --------------------------------------------------------------------------- | --- | --------------------- | ----------------------------------------- |
| Die Abenteuer des Sherlock Holmes (26 Folgen)                               | 名探偵ホームズ, Meitantei Hōmuzu, Meitantei Holmes                                                                                            | 1984 als Fernsehserie | Tokyo Movie Shinsha                       |
| Ashita Tenki ni Nare! (47 Folgen)                                           | あした天気になあれ | 1984 als Fernsehserie | NAS                                       |
| Attacker You! (58 Folgen)                                                   | アタッカーユウ! | 1984 als Fernsehserie | Knack Productions                         |
| Birth (eine Folge)                                                          | バース, Bāsu | 1984 als OVA          | Idol, Kaname Production                   |
| Bōkensha-tachi Gamba to Nanahiki no Nakama                                  | 冒険者たち ガンバと7匹のなかま, The Adventures of Gamba                                                                                       | 1984 als Film         | Tokyo Movie Shinsha                       |
| Chiisana Koi no Monogatari - Chichi to Sally Hatsukoi no Shiki (eine Folge) | 小さな恋のものがたり チッチとサリー初恋の四季                                                                                                 | 1984 als Special      |                                           |
| Chikkun Takkun (23 Folgen)                                                  | チックンタックン | 1984 als Fernsehserie |                                           |
| Chikyū Monogatari Telepath 2500                                             | 地球物語 テレパス2500 | 1984 als Film         | Tatsunoko Production                      |
| Chōjikū Kidan Southern Cross (23 Folgen)                                    | 超時空騎団サザンクロス, Super Dimensional Cavalry Southern Cross, Robotech                                                                    | 1984 als Fernsehserie | Big West, Tatsunoko Production            |
| Chōjin Locke                                                                | 超人ロック, Locke the Superman, Space Warriors                                                                                                | 1984 als Film         | Nippon Animation                          |
| Chōkōsoku Galvion (22 Folgen)                                               | 超攻速ガルビオン, Super High Speed Galvion | 1984 als Fernsehserie | Kokusai Eigasha                           |
| Choriki Robo Galatt (25 Folgen)                                             | 超力ロボガラット, Super Robot Galatt | 1984 als Fernsehserie | Sunrise                                   |
| Daishizen no Majū – Bagi                                                    | 大自然の魔獣 バギ | 1984 als Film         | Tezuka Productions                        |
| Doraemon: Nobita's Great Adventure in the World of Magic                    | ドラえもん のび太の魔界大冒険 | 1984 als Film         | Shin’ei Dōga                              |
| Dotanba no Manners (283 Folgen)                                             | ドタンバのマナー | 1984 als Fernsehserie | Eiken                                     |
| Dr. Slump Arale-chan: Hoyoyo! Nanaba-jō no Hihō                             | Dr.スランプ アラレちゃん ほよよ!ナナバ城の秘宝, Dr. Surampu Arare-chan: Hoyoyo! Nanaba-jō no Hihō                                             | 1984 als Film         | Tōei Animation, Bird Studio               |
| Familie Nikolaus (23 Folgen)                                                | 森のトントたち, Mori no Tonto Tachi, Fairy Tail the Movie: Phoenix Priestess                                                                  | 1984 als Fernsehserie | Nippon Animation                          |
| Fushigi na Koala Blinky (26 Folgen)                                         | ふしぎなコアラ ブリンキー, Blinky the Wonderful Koala                                                                                         | 1984 als Fernsehserie | Nippon Animation                          |
| Futari Daka (32 Folgen)                                                     | ふたり鷹, Twin Hawks | 1984 als Fernsehserie | Kokusai Eigasha                           |
| Galactic Patrol Lensman (25 Folgen)                                         | GALACTIC PATROL レンズマン, Lensman - Power of the Lens                                                                                       | 1984 als Fernsehserie | Madhouse                                  |
| Ginga Hyōryū Vifam: Atsumatta 13-nin (eine Folge)                           | 銀河漂流バイファム 集まった13人 | 1984 als OVA          | Sunrise                                   |
| Ginga Hyōryū Vifam: Kachua Kara no Tayori (eine Folge)                      | 銀河漂流バイファム カチュアからの便り | 1984 als OVA          | Sunrise                                   |
| Glass no Kamen (23 Folgen)                                                  | ガラスの仮面, The Glass Mask | 1984 als Fernsehserie | Eiken                                     |
| God Mazinger (23 Folgen)                                                    | ゴッドマジンガー | 1984 als Fernsehserie | Tōei Animation                            |
| Gu-Gu Ganmo (50 Folgen)                                                     | Ｇｕ－Ｇｕガンモ | 1984 als Fernsehserie | Tama Production, Toei Animation           |
| Hokuto no Ken (152 Folgen)                                                  | 北斗の拳, Fist of the North Star | 1984 als Fernsehserie | Tōei Animation                            |
| Koalabärchens Streifzüge (51 Folgen)                                        | コアラボーイ コッキイ, Koala Boy Kocky | 1984 als Fernsehserie | Tōhō                                      |
| Lensmen                                                                     | SF新世紀 レンズマン, SF Shinseiki Lensman | 1984 als Film         | Madhouse                                  |
| Lupin III.: Part III (50 Folgen)                                            | ルパン三世 PartIII, Rupan Sansei: PartIII | 1984 als Fernsehserie | Tokyo Movie Shinsha                       |
| Macross – The Movie                                                         | 超時空要塞マクロス 愛・おぼえていますか, Chōjikū Yōsai Makurosu: Ai, Oboete Imasu ka, Super Dimension Fortress Macross: Do You Remember Love? | 1984 als Film         | Studio Nue, Artland, Tatsunoko Production |
| Das Mädchen von der Farm (49 Folgen)                                        | 牧場の少女カトリ, Makiba no Shōjo Katori | 1984 als Fernsehserie | Nippon Animation                          |
| Mahō no Tenshi Creamy Mami: Eien no Once More (eine Folge)                  | 魔法の天使クリィミーマミ 永遠のワンスモア, Mahō no Tenshi Kurīmī Mami: Eien no Onsu Moa                                                       | 1984 als OVA          | Studio Pierrot                            |
| Mahō no Yōsei Perusha (48 Folgen)                                           | 魔法の妖精ペルシャ | 1984 als Fernsehserie | Studio Pierrot                            |
| Mirai Shōnen Conan Tokubetsu-hen: Kyodaiki Gigant no Fukkatsu               | 未来少年コナン 特別編 巨大機ギガントの復活, Mirai Shōnen Konan Tokubetsu-hen: Kyodaiki Giganto no Fukkatsu                                    | 1984 als Film         | Nippon Animation                          |
| Nausicaä aus dem Tal der Winde                                              | 風の谷のナウシカ, Kaze no Tani no Naushika, Nausicaä of the Valley of the Wind                                                                | 1984 als Film         | Studio Ghibli                             |
| Saber Rider und die Starsheriffs (52 Folgen)                                | 星銃士ビスマルク, Seijūshi Bisumaruku | 1984 als Fernsehserie | Studio Pierrot                            |
| Urusei Yatsura 2: Beautiful Dreamer                                         | うる星やつら２ ビューティフル・ドリーマー | 1984 als Film         | Kitty Film, Studio Pierrot                |